# Maalvaardigheid

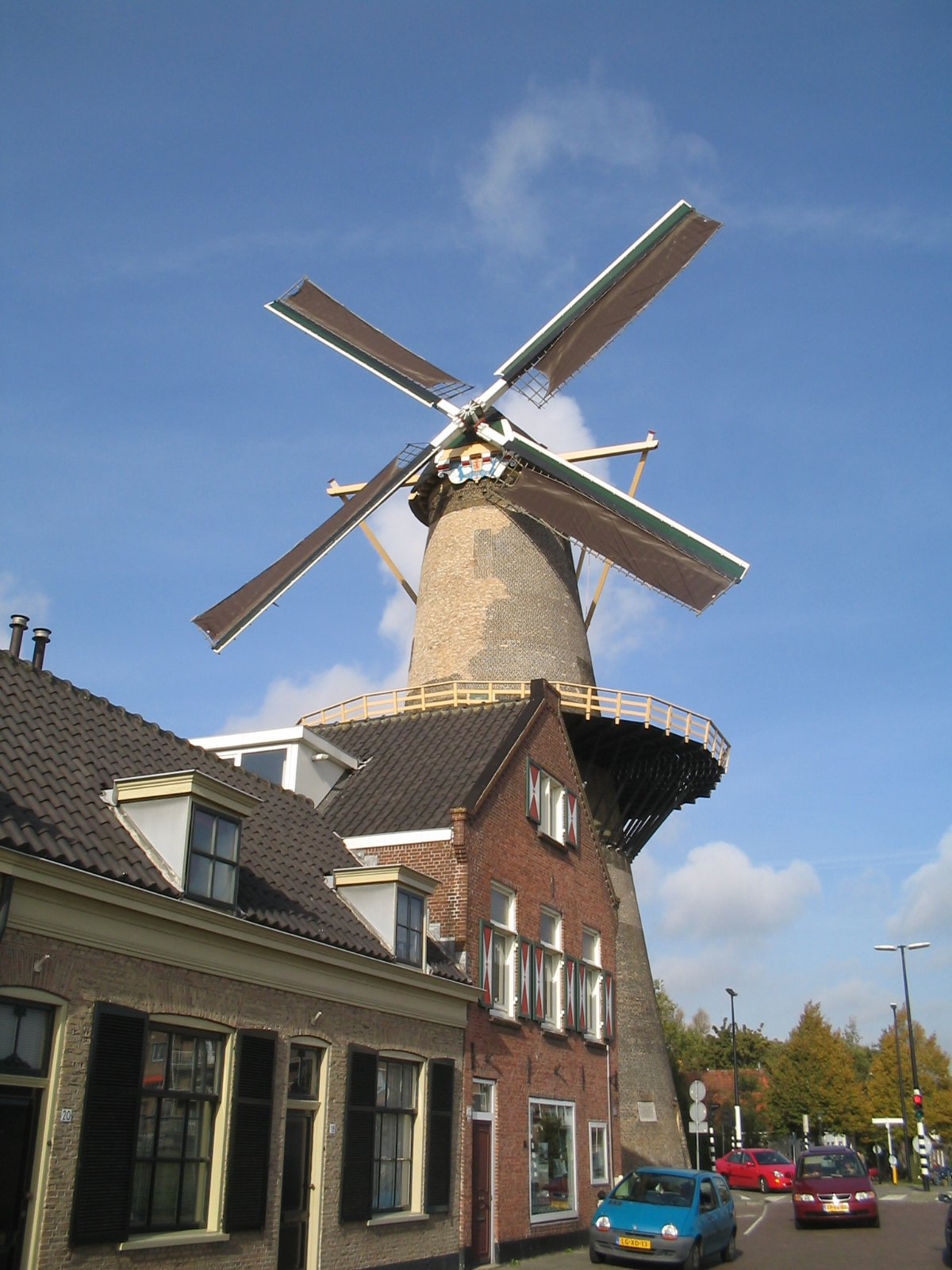
Maalvaardige molen

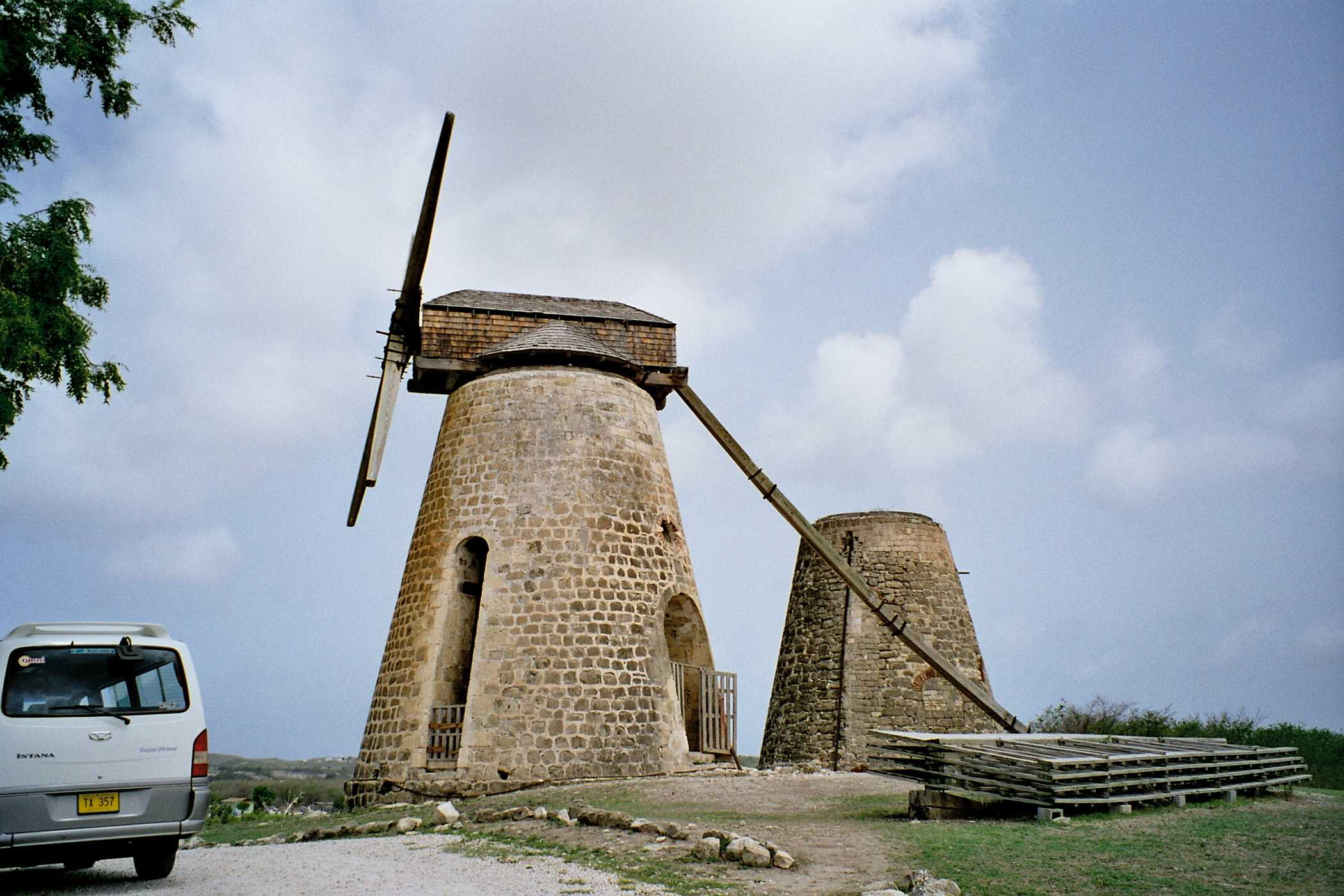
Molens die niet maalvaardig zijn

Maalvaardigheid is een term die aangeeft in hoeverre een molen in staat is om te malen. Daarvoor moet de constructie van de molen in goede staat zijn en de werktuigen, zoals de maalinrichting, de inrichting voor het verplaatsen van water (poldermolen), of het slaan van olie (oliemolen) moeten werken.
Bij poldermolens die wel maalvaardig zijn, maar waarvan de historische waterlopen door het veranderde landschap of het veranderde polderpeil niet meer functioneel zijn, worden de waterlopen soms zodanig veranderd dat de molen hetzelfde water rondpompt. Men noemt dit maalvaardig in circuit. Zo wordt voorkomen dat de conditie van de molen door stilstand achteruitgaat, terwijl vijvers en sloten baat hebben bij water dat niet stilstaat.

## Draaivaardigheid
Een molen waarvan de wieken of, in geval van een watermolen het scheprad, wel kunnen draaien, maar waarvan het gaande werk niet meer aanwezig is of niet functioneert, wordt draaivaardig genoemd. 
Een molen met draaiende wieken is dus niet per definitie maalvaardig, omdat een molen ook kan draaien zonder te malen. Dit wordt 'malen voor de Prins' genoemd. Deze uitdrukking ontstond tijdens de Tachtigjarige Oorlog, waarbij de Spanjaarden een stad belegerden en probeerden uit te hongeren. Als het graan op was, werd er toch doorgemalen om de vijand zo de indruk te geven dat er nog genoeg voedsel was.